# Lễ Chúa Thăng Thiên
Lễ Chúa Thăng Thiên hay Lễ Chúa Giêsu Lên Trời là một ngày lễ của Kitô giáo được cử hành sau Lễ Phục Sinh bốn mươi ngày (tính từ Chúa Nhật Phục Sinh). Do đó, lễ này luôn rơi vào một ngày Thứ Năm, nhưng thường mừng kính trọng thể vào ngày Chủ Nhật của tuần đó. Lễ Thăng Thiên diễn tiến theo ý nghĩa nội dung Tân Ước, theo đó, sau khi Chúa Giêsu sống lại, ngài đã ở lại cùng với các môn đồ trong bốn mươi ngày, sau đó lên trời để kết thúc sự hiện diện của ngài giữa loài người trần thế. Một số nhánh Kitô giáo cử hành Lễ Thăng Thiên một cách trang trọng vào một ngày Chủ Nhật kế tiếp.
Ngày Thứ Năm Lễ Thăng Thiên còn là một ngày lễ ở nhiều quốc gia như Áo, Bỉ, Đan Mạch, Đức, Hà Lan, Iceland, Liechtenstein, Luxembourg, Na Uy, Pháp, Phần Lan, Thuỵ Điển, Thuỵ Sĩ, Burundi, Madagascar, Namibia, Sénégal, Colombia, Haiti, Martinique, Indonesia và Vanuatu.

## Ngày lễ
- 2011: 02 Tháng Sáu
- 2012: 17 Tháng Năm
- 2013: 09 Tháng Năm
- 2014: 29 Tháng Năm
- 2015: 14 Tháng Năm
- 2016: 05 Tháng Năm
- 2017: 25 Tháng Năm
- 2018: 31 Tháng Năm
- 2019: 30 Tháng Năm
- 2020: 21 Tháng Năm
- 2021: 13 Tháng Năm
- 2022: 26 Tháng Năm
- 2023: 18 tháng Năm